# كونور كامينز
كونور كامينز (بالإنجليزية: Conor Cummins)‏ هو متسابق دراجات نارية بريطاني، ولد في 27 مايو 1986 في جزيرة مان.